# Novovoronezj kärnkraftverk
Novovoronezj kärnkraftverk (ryska: Нововоронежская АЭС) är ett kärnkraftverk i Ryssland. Det ligger i Voronezj oblast nära staden Novovoronezj. Verket har fyra kärnkraftsreaktorer i drift samt tre avstängda, samtliga av VVER-typen. Reaktorerna togs i drift 1964, 1970, 1971, 1972 1980, 2016 och 2019.
Reaktor 3 och 4 är av typen VVER-440/V230 (2*385 MWe var) och reaktor 5 av typen VVER-1000 (950 MWe). Reaktor 1, 2 och 3 stängdes 1988, 1990 och 2016. Dessa var VVER-210 (265 MWe), VVER-365 (336 MWe) och VVER-440 (385 MWe).

## Novovoronezj II
Man planerade att ersätta verkets fyra reaktorer med två nya reaktorer, projektet går under namnet Novovoronezj II
I juni 2008 började bygget av Novovoronezj II-1, den togs i kommersiell drift 27 februari 2017. Bygget av Novovoronezj II-2 startade i juli 2009¨och den togs i kommersiell drift den 31 oktober 2019. Båda reaktorerna är av modellen VVER-1200/392M 

## Reaktorer
| Station           | Typ                       | Nettokapacitet | Byggstart        | Nätsynkronisering | Kommersiell drift inleddes | Stängd           |
| ----------------- | ------------------------- | -------------- | ---------------- | ----------------- | -------------------------- | ---------------- |
| Novovoronezj-1    | VVER-210                  | 197 MWe        | 1 september 1957 | 30 september 1964 | 31 december 1964           | 16 februari 1988 |
| Novovoronezj-2    | VVER-365                  | 336 MWe        | 1 juni 1964      | 27 december 1969  | 14 april 1970              | 29 augusti 1990  |
| Novovoronezj-3    | VVER-440/179              | 385 MWe        | 1 juli 1967      | 27 december 1971  | 29 juni 1972               | 25 december 2016 |
| Novovoronezj-4    | VVER-440/179              | 385 MWe        | 1 juli 1967      | 28 december 1972  | 24 mars 1973               |                  |
| Novovoronezj-5    | VVER-1000/187             | 950 MWe        | 1 mars 1974      | 31 maj 1980       | 20 februari 1981           |                  |
| Novovoronezj II-1 | VVER-1200/392M (AES-2006) | 1 114 MWe      | 24 juni 2008     | 5 augusti 2016    | 27 februari 2017           |                  |
| Novovoronezj II-2 | VVER-1200/392M (AES-2006) | 1 114 MWe      | 12 juli 2009     | 1 maj 2019        | 31 oktober 2019            |                  |